# Кишляг
Кишляг или Кисляк — бывшее село на территории Армении, вошедшее в состав города Дарпас в Лорийской области.

## История
Как отмечает «Гeогpaфичeско-стaтистичecкий cлoваpь Рoссийcкой Импepии», по состоянию на 1861 год село находилось в Александропольском уезде Эриванской губернии. В поселении проживало 693 человека, имелось 70 дворов и одна армянская церковь. Около Кишляга имелся кислый источник, вода из которого при кипении выделяла большое количество углекислоты. По словам жителей села источник это образовался после землетрясения 1827 года. По состоянию на 1886 год в селе была одна действующая армянская церковь относящаяся к Эриванской епархии ААЦ. При церкви было четыре священнослужителя, а приход церкви составлял 699 человек .
Согласно «Своду статистических данных о населении Закавказского края» на 1893 год в селе, в 120 домах, проживало 1149 человек — все армяне. Согласно «Кавказскому календарю» за 1908 год, в селе проживали армяне в количестве 1736 человек